# Cachinhos Dourados e os Três Ursos
A História dos Três Ursos, Os Três Ursos, Cachinhos Dourados e os Três Ursos, mais conhecida apenas como Cachinhos Dourados, ou A Caracóis Dourados e os Três Ursos é uma história infantil primeiramente registada em forma de narrativa pelo autor e poeta inglês Robert Southey e publicado pela primeira vez num volume de seus escritos em 1837. Nesta, os três ursos têm a casa invadida por uma senhora, e não por Cachinhos Dourados. Desde então, a história ganhou inúmeras versões, sendo as mais conhecidas, as protagonizadas por uma menina de cachinhos dourados.
No mesmo ano, o escritor George Nicol publicou com a ajuda do próprio Southey, uma versão em rima com base no conto de prosa, que aprovara a tentativa de trazer mais exposição para história. Ambas as versões contam a história de três ursos cuja propriedade é invadida por uma velha.
A história dos três ursos já estava em circulação antes da publicação da versão de Southey. Em 1831, por exemplo, Eleanor Mure escreve um livreto artesanal sobre os três ursos para o aniversário do seu sobrinho, e, em 1894, "Scrapefoot" - um conto com uma raposa como antagonista - foi descoberto pelo folclorista Joseph Jacobs. "Scrapefoot" tem semelhanças com o conto de Southey, e pode ter  antecedentes na tradição oral. Southey, possivelmente ouviu o conto, e confundiu seus "vixen" como um sinônimo de uma mulher de idade.

## Versão mais conhecida

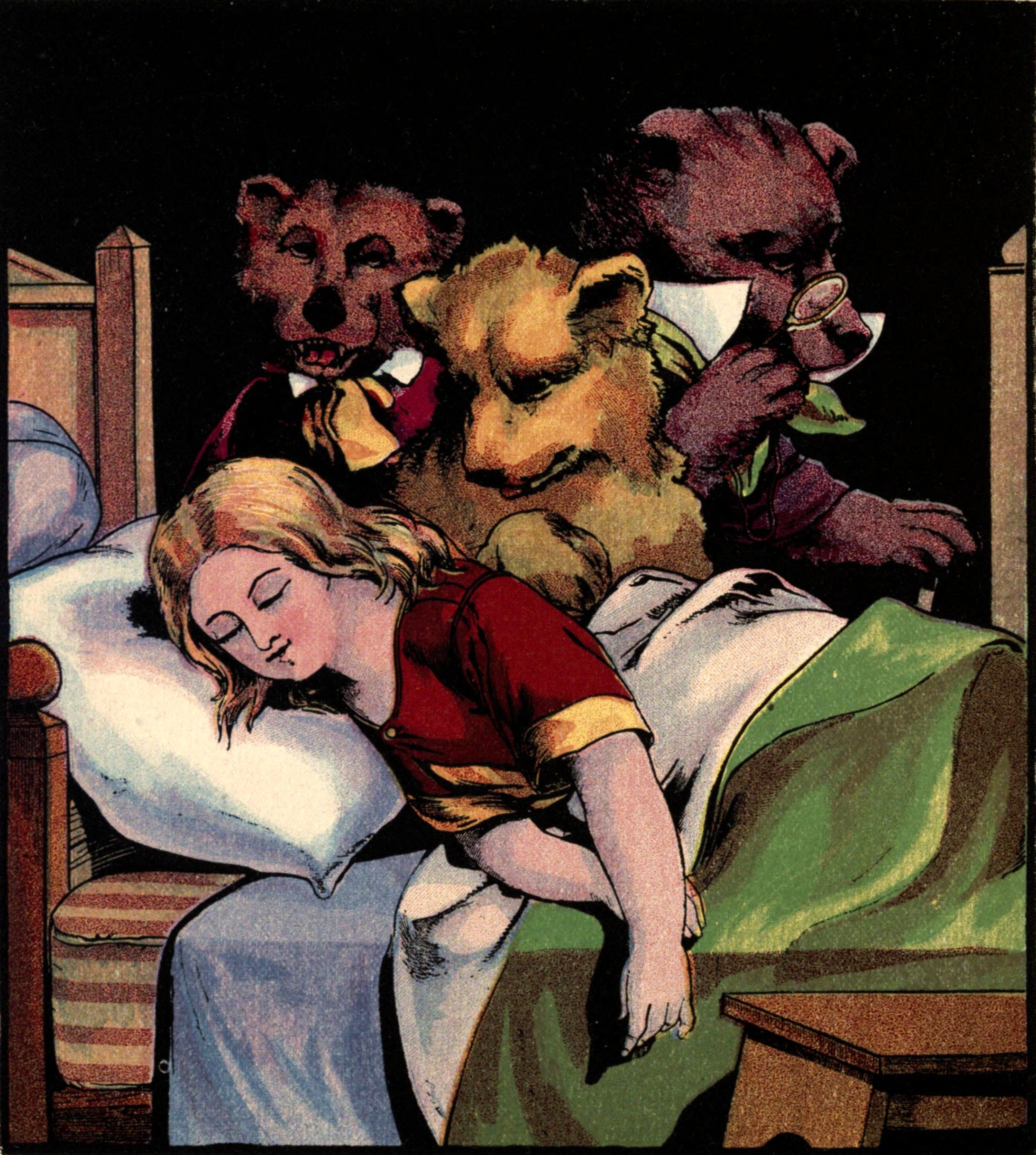
Os Três Ursos de McLoughlin

A história fala sobre uma menina, chamada de Cachinhos Dourados, muito curiosa, que num passeio pelo bosque, encontra uma casa vazia. Ao entrar, depara-se com tigelas de mingau servida sobre a mesa. Uma grande, outra média e outra pequena. Achou que o mingau da tigela maior estava muito quente e a média muito fria, então resolveu saborear todo o mingau da tigela menor, que estava uma delícia. Após saborear um delicioso mingau, Cachinhos Dourados foi em direção à sala onde avistou três cadeiras. Uma grande, outra média e outra pequena. Resolveu sentar-se na cadeira maior, mas achou muito desconfortável, então passou a experimentar a cadeira média, mas achou que ainda estava desconfortável e grande demais para ela. Por fim, resolveu sentar-se na cadeira pequena, mas ela quebrou-se. Cansada, procurou um lugar para dormir. Encontrou um quarto com três camas. Uma grande, outra média e outra pequena. Resolveu deitar-se primeiro na maior, mas achou muito grande e dura, resolveu então passar para a média, mas achou macia demais, então deitou-se na cama menor e dormiu um belo sono. Enquanto ela dormia, os donos da casa, que era uma família de ursos, chegaram e estranharam a casa aberta e foram logo reclamando, que alguém havia mexido no mingau que estava sobre a mesa. Após esse susto, passaram para a sala onde encontraram a cadeira menor quebrada. Muito assustados, foram para o quarto e avistaram uma menina dormindo na cama do ursinho. Quando Cachinhos Dourados despertou, assustou-se com os três ursos e saiu correndo pelo bosque, e aprendeu que nunca mais poderia entrar numa casa sem ser convidada.

## Outras versões da história
- A história possui outro título chamado Cachinhos de Ouro.

- Em outras versões, Cachinhos Dourados tinha o costume de fugir de casa, ela ficou bem envergonhada ao ver a família urso, pediu desculpas e retirou-se.

- Em versões mais antigas, os ursos devoram a Cachinhos Dourados antes que ela escape e seus pais ficam tão bravos que mandam matar os ursos.

## Origem
Em 1837, o poeta britânico Robert Southey escreve "The Story of The Three Bears" em forma de narrativa, inserindo-o em quatro volumes de sua coleção de ensaios anónimos ligados, O doutor . Nesta história, três ursos antropomórficos masculinos A Little, Small, Wee Bear  - um urso de tamanho médio, e um grande, enorme urso -  vivem juntos numa casa no bosque. Southey descreve-os como muito bem-humorados, confiantes, inofensivos, arrumados e hospitaleiros. Cada urso tem seu próprio pote de mingau, cadeira e cama.
Um dia, os três vão dar um passeio no bosque enquanto o mingau esfria. Uma velha peluda (que é descrita em vários pontos da história como descarada, má, boca suja, feia, suja e um vagabunda merecedora de uma temporada na Casa de Correção) descobre a morada dos ursos. Após assegurar-se que ninguém esta lá dentro, ela entra na casa. A velha come o mingau do Grande Urso, então se instala em sua cadeira e quebra. Revirando a casa, ela descobre que os ursos dormem em camas e se instala na cama do maior novamente. O clímax do conto é alcançado quando o regresso dos ursos. Wee Bear encontra a velha em sua cama e grita: "Alguém esta deitado na minha cama, e aqui está ela!" A velha acorda, pula da janela, e nunca é vista novamente.
O conto nunca tinha aparecido na imprensa antes e o público leitor creditou-a a Southey. Southey, porém, apenas recontou um conto popular que, aparentemente, havia saído de circulação entre o povo. Em 1831, por exemplo, Eleanor Mure apresentou um livreto artesanal denominado "A História dos Três Ursos", em setembro deste ano, como um presente de aniversário ao seu sobrinho de quatro anos de idade, Horace Broke. Mure descreveu sua versão como "do célebre conto de Nursery...posto no inverso", indicando a possível existência de uma versão anterior em prosa.
A antagonista de Mure é descrita como "uma mulher velha irritada" que, ao contrário do antagonista Southey, tem um motivo para invadir a casa dos ursos: sua visita de cortesia é rejeitada por eles e, em um pique, ela decide inspecionar a casa de qualquer maneira.
Outra diferença da versão de Mure em relação a de Southey é que os potes dos ursos estão cheios de leite, em vez de mingau. No final do conto, os ursos primeiramente tentam queimar a velha, em seguida, afogá-la, e, sendo mal sucedidos em ambas as tentativas de mata-la, finalmente, a jogam do campanário da Igreja de St. Paul - na versão de Southey a velha pula pela janela e foge.
Embora o conto de Mure anteceda em seis anos o de Southey, Southey já conhecia a história dos três ursos. Em 1813, ele escreveu para sua mulher e filhos, onde conta que ele já tinha contado a história para outros em várias ocasiões. Em O Doutor  Southey afirmou que ele aprendeu o conto de seu tio William Dove (pseudónimo de seu tio William Tyler, meio-irmão de sua mãe). Tyler era um expoente do conto tradicional e pode ter conhecido uma versão com uma raposa como o intruso.
Southey podem ter confundido o antagonista de seu tio, uma raposa, com um nome comum para uma mulher de idade na época (Fox). Southey, técnico consumado, não teria nenhuma dificuldade em recriar o tom de improviso do conto do tio por reiteração rítmica, aliteração,interpolação etc. Em última análise, não se sabe onde Southey ou o seu tio souberam do conto.
Em 1946 Mary I. Shamburger e Vera R. Lachmann escreveram  no "Journal of American Folklore" que um poeta norueguês confundiu um conto sobre três ursos com a cena de "Branca de Neve", em que a heroína entra na casa dos anões, experimente de sua comida e adormece numa das suas camas.
De fato,de forma semelhante aos ursos de Southey, os  anões perguntam "Quem está sentado no meu banquinho?", "Quem está comendo fora de minha placa?", "Quem bebeu o meu vinho? ", e "Quem deitou na minha cama? ".
Caça rituais e cerimônias foram sugeridos como possíveis origens do conto, mas foram demitidos.
No mesmo ano Southey conto foi publicado, a história foi contada em verso pelo escritor George Nicol, que reconheceu o autor anônimo do doutor como "o concocter, grande original" do conto. Southey ficou encantado com o esforço de Nicol para trazer mais exposição para o conto.
A versão de Nicol foi ilustrada com gravuras de B. Hart após "CJ" que podem ter servido de inspiração para as ilustrações Leslie Brooke, em "The Golden Goose Book" de 1905. Em 1848, a versão de Nicol foi relançado com Southey identificado como autor da história.

## Elementos Literários
A história faz amplo uso da regra literária de três, com três cadeiras, três tigelas de mingau, três camas, e as três personagens-título que vivem na casa. Há também três seqüências dos ursos descobrindo por sua vez que alguém comeu o mingau, sentou em suas cadeiras e, finalmente, deitou em sua cama, altura em que é o clímax da descoberta de Cachinhos Dourados Dormindo.
Isto segue três seqüências anteriores onde Cachinhos experimenta as três tigelas de mingau, três cadeiras e três camas, sucessivamente, cada vez encontrando a melhor opção na terceira escolha.
O Autor Christopher Booker caracteriza isto como a "dialética três", onde "o primeiro é errado, de uma maneira, o segundo em outra, ou caminho oposto, e apenas o terceiro, no meio, é a correta." Booker continua: "Essa ideia de que o caminho a seguir está em encontrar um caminho exato meio entre opostos é de extraordinária importância na narrativa".
O Princípio de Cachinhos Dourados (The Goldilocks Principle) descreve uma situação em que "somente uma é correta", de forma semelhante ao retratado no conto. O conceito prevalece não só na literatura, mas também na astronomia e na economia. Um "planeta Goldilocks" é nem demasiado perto nem demasiado longe de uma estrela para excluir a vida, enquanto uma "economia Goldilocks" descreve um que é sustentar o crescimento moderado e inflação baixa, o que é visto como um mercado para permitir que a política monetária amigável.

## Adaptações
Na série Grimm o episódio Bears will Bears muda a história para uma jovem que invade a casa de três Jagerbär criaturas urso que capturam seu namorado.

### Filmes
Adaptações cinematográficas incluem uma versão de Walt Disney, o filme-desenho em preto e branco "Cachinhos Dourados e os Três Ursos", lançado em 4 de setembro de 1922. Em 1936, uma versão dos três ursos foi proposto por Silly Symphony a Disney com o Mickey Mouse, Pato Donald e outros personagens de ações da Disney nos papéis familiares, mas o filme nunca foi feito. Um filme de ação a curto vivo foi lançado em 1958 pela Coronet Films, estrelado por ursos de verdade e uma criança.
No episódio de Hello Kitty's Furry Tale Theater chamado Cachinhos Kitty e os Três Ursos, os três ursos (Grinder, Catnip e My Melody) planejam devorar a Cachinhos Kitty.

### Desenhos animados
Em Ever After High, a Cachinhos possui uma filha chamada Blondie Lockes.

### Músicas
Bobby Troup escreveu uma versão em swinging jazz do conto. "Os Três Ursos" foi gravada pela primeira vez pela Page Cavanaugh Trio, em 1946. É a origem da linha "Hey Ba-ba Re-bear", disse o ursinho pequenino "alguém tem quebrado minha cadeira!".

### Teatro
Em 19 de dezembro de 1997, uma ópera de 35 minutos de Kurt Schwertsik, "Goldilocks de Roald Dahl" estreou no Glasgow Royal Concert Hall. O cenário da ópera é a Floresta de Assizes onde o urso bebê é acusado de agredir "Miss Goldie Locks".